# Novosel, Șumen
Novosel (în bulgară Новосел) este un sat în comuna Șumen, regiunea Șumen,  Bulgaria. 

## Demografie
Componența etnică a satului Novosel
     Bulgari (20,69%)
     Turci (58,6%)
     Romi (18,18%)
     Nicio identificare (2,51%)
La recensământul din 2011, populația satului Novosel era de 517 locuitori. Din punct de vedere etnic, majoritatea locuitorilor (58,6%) erau turci, existând și minorități de bulgari (20,69%) și romi (18,18%). Pentru 2,51% din locuitori nu este cunoscută apartenența etnică.